# Йоганн Християн Фабрицій
Йо́ганн Христия́н Фабри́цій (дан. Johann Christian Fabricius; нар. 7 січня 1745 — пом. 3 березня 1808) — данський ентомолог.
Навчався в Копенгагені, Лейдені, Единбурзі, Фрейберзі та в Упсалі під керівництвом Карла Ліннея. У 1775 р. призначений професором природничих наук при Кільському університеті. Фабриція вважають одним з найактивніших засновників сучасної ентомології. Керуючись будовою ротових органів, він заснував нову, більш відповідну природній, класифікацію комах. Наукові праці обдарованого ентомолога стосуються переважно класифікації й опису комах всіх рядів.
Серед найвизначніших праць: «Systema entomologiae sistens Insectorum classes, ordines genera, species, adjectis synonymis, locis, descriptionibus, observationibus» (Фленсбург і Лейпциг, 1775); «Genera Insectorum etc.» (Кіль, 1777); «Philosophia entomologica, sistens scientiae fundamenta adjectis definitionibus, exemplis, observafioni b us, adumbrationibus» (Гамбург та Кіль, 1778); «Species Insectorum etc.» (там же, 1781); «Mantissa Insectorum etc.» (Копенгаген, 1787); «Entomologia systematica, emendata et aucta etc.» (4 томи, Копенгаген, 1792—1794); «Systema Eleutheratorum secundum ordin e s, genera, species etc.» (Кіль, 1801); «Systema Rhynchotorum etc.» (Брауншвейг, 1803); «Systema Piezatorum etc.» (Брауншвейг, 1804).

## Біографія
Йохан Крістіан Фабріціус народився 7 січня 1745 року в тендері в герцогстві Шлезвіг, де його батько був лікарем. Він навчався в гімназії в Альтоні і вступив до Копенгагенського університету в 1762 році. Пізніше в тому ж році він відправився разом зі своїм другом і родичем Йоханом Зоєгою в Уппсалу, де протягом двох років навчався у Карла Ліннея. Після повернення він почав роботу над своєю ентомологічною системою, яка була остаточно опублікована в 1775 році. Весь цей час він залишався залежним від субсидій свого батька, який працював консультантом у лікарні Фредерікса.
Фабріціус був призначений професором у Копенгагені в 1770 році, а в 1775 або 1776 році Кільський університет призначив Фабріціуса професором природної історії та економіки, пообіцявши, що вони побудують музей природної історії та Ботанічний сад. Хоча він тричі намагався піти у відставку,  Фабріціус займав цю посаду в Кілі до кінця свого життя.
Під час свого перебування в Кілі Фабріціус неодноразово їздив влітку в Лондон, щоб вивчити колекції британських колекціонерів, таких як Джозеф Бенкс і Дру Друрі. Ближче до кінця своєї кар'єри Фабріціус більшу частину часу жив у Парижі, де часто зустрічався з такими натуралістами, як Жорж Кюв'є і П'єр Андре Латрейль; він також цікавився подіями Французької революції. Почувши про напад британців на Копенгаген в 1807 році, Фабріціус повернувся в Кіль, пошкодивши своєму і без того крихкому здоров'ю. Він помер 3 березня 1808 року у віці 63 років. Його дочка загинула в результаті нещасного випадку в Парижі, але у нього залишилися двоє синів, які обидва вивчали медицину.
Призначивши Йоганна Крістіана Фабриціуса (1745-1808) на посаду професора в Кілі, Університет Християни Альбертіни став місцем проживання одного з найважливіших біологів покоління, наступного за Карлом фон Лінне. Фабриціус визнавав, що навколишнє середовище має вирішальний вплив на розвиток життя. На додаток до його відносно коротких публікацій з економіки, великі праці, в яких він вперше описав сотні видів комах, є принципово важливими і сьогодні. Хоча професор Фабріціус дуже любив його студенти, він не завжди отримував підтримку, на яку сподівався з боку університету. Однак його всесвітня слава все ще надає особливого значення і величі біологічним колекціям Кільського університету.
Фабриціус, який досі є визнаним ентомологом у всьому світі, описав у своїх публікаціях близько 10 000 нових видів комах, ставши таким чином одним із найважливіших систематичних класифікаторів у цій галузі. Він бачив класифікацію, по суті, як допомогу для кращого розуміння дій природи. Як і Лінне, Фабриціус вважав, що завдяки описам і дедалі більш точним розрізненням видів можна дійти висновків про принципи природи. У його публікаціях протікає багато правильних ідей щодо біологічної еволюції, які вийшли далеко за межі існуючих на той час теорій видів і частково випереджували концепції Дарвіна.
Ще будучи дитиною, Йоганн Крістіан зробив ранній внесок у номенклатуру, перетворивши імена в нотатках, написаних його батьком за допомогою системи Турнефора, у нову систему, яку щойно ввів Карл фон Лінне. З тих пір він хотів навчатися у Лінне - і врешті-решт йому це вдалося, як єдиному студенту зі Шлезвіг-Гольштейн. Його захоплення Лінне, здається, також було рушієм внутрішнього бажання затьмарити свого господаря в області природної історії, яка була менш знайома Лінне. Він продовжував розвивати свій метод і врешті-решт застосував його до всіх комах, до яких мав доступ у зростаючих європейських колекціях.
Фабриціус був у тісному контакті з видатними натуралістами свого часу, такими як Георг Крістіан (фон) Одер (1728-1791), видавець «Флори Даніки» та учень Лінне Даніель Карлссон Соландер (1733-1782), з яким він співпрацював у дослідженні зростаючої колекції Британського музею та в ентомологічних публікаціях.
Коли Соландер супроводжував Джозефа Бенкса, як свого помічника, під час першої навколосвітньої подорожі Джеймса Кука, Фабриціус наперед допоміг з науковою підготовкою експедиції, а коли вчені повернулися, Фабриціус першим мав можливість вивчати комах острови Південного моря. Коли Кук вирушив у другу навколосвітню подорож з Лондона з Йоганном Рейнхольдом і Георгом Форстером як натуралістами експедиції, Фабриціус був уже давно знайомий з ними. Коли вони повернулися, йому дали частину зразків рослин, зібраних з островів Тихого океану; він особисто привіз їх до Кіля, тим самим наділивши університетський гербарій важливою і відомою колекцією.
У 1776 році Університет Християнії Альбертіни запропонував Фабриціусу посаду професора природної історії, економіки та камералістики, на що він погодився. У Кілі він почував себе як вдома, але скаржився на недостатність ресурсів та обладнання. Він писав: «Я жив надзвичайно комфортно, але незабаром я виявив, що тут у мене немає обладнання та засобів, необхідних для моєї науки. Коли мене призначили в Кіль, мені пообіцяли, що я буду мати колекцію під моїм контролем з «Економічний сад» буде створений під моїм керівництвом, але реалізації цього постійно заважав важкий стан академічних фінансів». Оскільки бібліотека не мала належної колекції для його галузі досліджень, він почав подорожувати. Взимку він читав лекції, а літо використовував для ентомологічних досліджень.
Приблизно в 1780 році він був змушений через своє фінансове становище подумати про те, щоб залишити Кіль і поїхати до Англії, де йому також запропонували кращі умови роботи. Коли його студенти дізналися про це, вони підписали петицію, в якій (разом із обіцянкою більш відповідної ставки винагороди) вдалося переконати професора залишитися. У 1781 р. і знову в 1795 р. він також на короткий час став проректором (заступником підканцлера). У 1785 р. вийшов перший том його «Polizeischriften», то була збірка статей про причини розвитку економічних досліджень, з особливим посиланням на Данію та герцогства. Після цього була друга частина в 1788 році.
У 1792 році він намагався замінити нещодавно померлого Крістіана Кея Лоренца Гіршфельда (1742-1792) на посаді керівника розплідника фруктових дерев Дюстернбрука, щоб нарешті отримати свій «економічний сад», але Йоганн Якоб Пауль Мольденгавер (1766-1827) з огляду на посаду замість цього і сад залишився лише мрією. 
Він читав свої лекції про концепцію «економіки природи» в Кілі протягом тридцяти років і розвивав її далі - і залишив після себе, у вигляді своєї ентомологічної системи, працю, яка має фундаментальне значення і сьогодні. Його колекція рослин лягла в основу університетського гербарію, а колекція комах тепер належить Зоологічному музею.
Восени 1806 року, після того як він був звільнений від своїх офіційних обов'язків і став радником Королівської данської держави, Фабриціус повернувся з Парижа до Кіля. Це була його остання велика подорож. Він помер у Кілі 3 березня 1808 р. і був похований на цвинтарі Святого Юргена.

#### Академічна кар'єра
У 1770 році Фабриціус був призначений професором в Копенгагені, а в 1775 або 1776 роках Кільський університет Християнія Альбертина призначив Фабриціуса професором природної історії та економіки, пообіцявши, що вони побудують музей природознавства та ботанічний сад. Економічна наука мала вищу біологічну складову в сільськогосподарських суспільствах того часу, тому протиріччя між його схильностями та діяльністю та роботою було менш вираженим, ніж сьогодні. Як економіст він мало публікував. У Кілі він почував себе як вдома, але скаржився на недостатність ресурсів та обладнання. Хоча він тричі намагався піти у відставку, лише одного разу йому завадило звернення його учнів до данського короля і герцога Шлезвіга Крістіана VII, Фабриціус обіймав посаду в Кілі до кінця свого життя. Оскільки бібліотека в Кілі не мала належної колекції для його сфери досліджень, він почав подорожувати. Взимку він читав лекції, а літо використовував для ентомологічних досліджень.

#### Від Кіля до Лондона
Під час свого перебування в Кілі Фабриціус влітку неодноразово їздив до Лондона, щоб вивчати колекції британських колекціонерів, таких як Джозеф Бенкс і Дру Друрі . Приблизно в 1780 році він був змушений через своє фінансове становище подумати про те, щоб залишити Кіль і поїхати до Англії, де йому також запропонували кращі умови роботи. Фабриціус здійснив кілька наукових подорожей до Франції, Англії та Норвегії, щоб розширити свої знання, особливо з ентомології. У 1767 році він вперше приїхав до Лондона, де зміг використати колекції Вільяма Хантера для перших описів багатьох комах, які він опублікував у своїй роботі Systema entomologiae.. Так, колекція комах Hunter містить близько 400 голотипів, більшість з яких описані Фабриціусом. Деякі види, однак, можна було б назвати його другом, французький ентомолог Гійом Антуан Олів'є (1756-1814), який відвідав Лондон в 1789 році , і на Фабрициуса рекомендації, також розглянули мисливців колекції.

#### Останні роки
Ближче до кінця своєї кар’єри Фабриціус провів більшу частину свого часу, живучи в Парижі, де він часто зустрічався з натуралістами, такими як Жорж Кюв’є  та П’єр Андре Латрей, але, почувши про напад Великої Британії на Копенгаген у 1807 році, Фабриціус повернувся до Данії, пошкодивши його. і без того крихке здоров’я [ 4 , 9 ]. Йохан Крістіан Фабриціус помер 3 березня 1808 року в Кілі, Гольштейн, у віці 63 років.

#### Як класифікувати комах
Фабриціус, який досі є визнаним ентомологом у всьому світі, описав у своїх публікаціях близько 10 000 нових видів комах, ставши таким чином одним із найважливіших систематичних класифікаторів у цій галузі. Він бачив класифікацію, по суті, як допомогу для кращого розуміння дій природи.[2] Фабриціус розробив систему класифікації комах на основі будови ротової частини, а не будови крил. Ця нова система мала важливий вплив на подальший розвиток науки ентомології. Він розрізняв як штучні, так і природні характеристики. Штучні ознаки дозволяють визначити вид, а природні — спорідненість з іншими родами і різновидами. Система Фабриціуса залишається основою класифікації комах і сьогодні, хоча запропонованих ним імен немає. Фабриціус також висунув теоретичні положення, які були прогресивними для того часу, зокрема його думку про те, що нові різновиди видів можуть виникнути внаслідок гібридизації та впливу навколишнього середовища на анатомічну структуру та функції.

#### Думки про еволюцію
Менш відомі, ніж внесок Фабриціуса в галузі систематики комах, його еволюціоністські ідеї та спекуляції. Засобом розуміння важливих наукових функцій і явищ загалом він вважав систематику. У часто цитованому реченні він сказав:
«Як ми не називали б людину вченим, тому що вона вміє читати, так ми не називали б людину вченим, який не знає нічого, крім системи»
(Resultate naturhistorischer Vorlesungen, 1804, p. 138).
Багато його ідей щодо еволюції звучать напрочуд сучасно. Наприклад, він вважав можливим, що вид може бути утворений шляхом змішування існуючих видів (тобто певної форми гібридизації), а також шляхом морфологічної адаптації та модифікації. На його думку, такі явища викликали неймовірне багатство форм і видів живих організмів.[11]
У академічному пошуку відео yovisto ви можете дізнатися більше про ентомологію у відеолекції « Міжнародна ентомологія: зміна світу, одна помилка за раз » Ріка Фостера.

## Погляди на еволюцію
Еволюційні ідеї Фабріціуса маловідомі. Він вважав, що людина походить від людиноподібних мавп і що нові види можуть бути утворені шляхом гібридизації існуючих видів. Його також називали "батьком ламаркізму" через його віру в те, що нові види можуть утворитися в результаті морфологічної адаптації. Фабріціус писав про вплив навколишнього середовища на розвиток видів і явища відбору (самки віддають перевагу найсильнішим самцям).

## Праці
Фабріціус вважається одним з найбільших ентомологів 18 століття.  Він був більшим спостерігачем комах, ніж його більш ботанічно мислячий наставник Карл Лінней. Фабрицій назвав 9 776 видів комах, у порівнянні з підрахунком Ліннея близько 3000. Він ідентифікував багато видів Tenebrionidae з єгипетського Синаю на основі колекцій інших ентомологів.
Фабріціус додав в систему класифікації дві окремі області. Він розглядає як штучні, так і природні характеристики. Штучні характеристики дозволяють визначити вид, а природні - встановити зв'язок з іншими родами і різновидами.
На відміну від класифікації комах Ліннея, яка грунтувалася головним чином на кількості крил і їх формі, Фабріцій використовував форму ротових частин для розрізнення загонів (які він називав "класами"). Він заявив, що "ті, чиє харчування і біологія однакові, повинні належати до одного і того ж роду". Система Фабріціуса залишається основою класифікації комах сьогодні, хоча запропоновані ним назви такими не є. Наприклад, його назва для порядку, що містить жуків, була "Елеутерата", а не Сучасні "жорсткокрилі", і він використовував "Пьезата" для перетинчастокрилих; його термін Glossata все ще використовується, але для дещо меншої групи лускокрилих, а не для всього загону. Фабрицій також передбачав, що чоловічі геніталії послужать корисними ознаками для систематики, але сам не зміг застосувати це розуміння.
Фабріціус був першим, хто розділив Staphylinidae (жуків-бродяг), яких Лінней вважав одним родом, який він назвав "Стафілінус", заснувавши в 1775 році рід Paederus. Він також описав 77 видів Staphylinidae.